# Rejon obołoński
Rejon obołoński (ukr. Оболонський район) – jeden z prawobrzeżnych rejonów Kijowa, znajduje się w północnej części miasta.
Utworzony 3 marca 1975, posiada powierzchnię około 110 km², i liczy ponad 306 tysięcy mieszkańców.